# Serviço Nacional de Aprendizagem Comercial
O Serviço Nacional de Aprendizagem Comercial (Senac) é uma instituição brasileira de educação criada em 10 de janeiro de 1946 através do decreto-lei 8.621. É uma entidade privada com fins públicos que recebe contribuição compulsória das empresas do comércio e de atividades assemelhadas. A nível nacional é administrado pela Confederação Nacional do Comércio.
Os primeiro cursos ofertados pelo SENAC foram em 1947, foi o curso de Praticante de Comércio e o curso de Praticante de Escritório, destinado a jovens entre 14 e 18 anos. Já para maiores de 18 anos, foram disponibilizados os cursos de Balconista de Tecidos, Calçados e Ferragens, Arquivista e Caixa-Tesoureiro.